# کنگ-بولون (شهرستان ایسیق‌آتا)
کنگ-بولون (به قرقیزی: Кең-Булун، كەڭ بۇلۇن) یک منطقهٔ مسکونی در قرقیزستان است که در شهرستان ایسیق‌آتا واقع شده‌است. کنگ-بولون ۲٬۹۲۷ نفر جمعیت دارد و ۷۵۰ متر بالاتر از سطح دریا واقع شده‌است.